# روستای شهید مرادی
روستای شهید مرادی روستایی از توابع دهستان قره‌چمن بخش ارژن در جنوب غربی شیراز واقع است.

## جمعیت
جمعیت روستا طبق سرشماری نفوس و مسکن ۱۳۹۵، ۵۷۰ نفر (۱۶۷ خانوار) بوده‌است. فاصله آن تا شیراز 25 کیلومتر می باشد. همه اهالی از تیره عمله فارسیمدان هستند که از طوایف قشقایی بشمار می‌رود.

## منبع
1. ↑  «-». دریافت‌شده در ۹ آوریل ۲۰۱۹.[پیوند مرده]